# LaToya London
LaToya Renee London (San Francisco, 29 dicembre 1978) è una cantante e attrice statunitense.

## Biografia
LaToya London è salita alla ribalta nel 2004, con la partecipazione alla terza edizione di American Idol, dove si è classificata quarta. A novembre dello stesso anno ha firmato con la Peak Records e il suo album di debutto Love & Life è stato pubblicato nel settembre 2005 e ha raggiunto l'82ª posizione della Billboard 200. Successivamente si è concentrata sugli stage teatrali musical, recitando in Issues: We All Have 'Em, Beehive e The Color Purple. Per quest'ultimo ruolo ha ricevuto una candidatura ai NAACP Theatre Awards e ha vinto un Ovation Award. Ha preso parte anche alle produzioni di Redemption of a Dogg, Madea on the Run, Silence! The Musical e The Bodyguard.

## Discografia

### Album in studio
- 2005 – Love & Life

### Singoli
- 2005 - Appreciate/Every Part of Me/All By Myself
- 2005 - Every Part of Me
- 2005 – State of My Heart